# Coq (dessinateur)
Pour les articles homonymes, voir Coq (homonymie).
Coq (de son vrai nom Luis Garcia Gallo) est un dessinateur de presse espagnol, né le 8 juin 1907 à Toro et mort le 21 septembre 2001 à Barcelone, il a travaillé principalement pour la presse francophone, notamment Paris-Presse L'Intransigeant, Jours de France, Ici Paris, France-Soir, Point de vue, Le Soir et l'éphémère quotidien 24 Heures de Marcel Dassault (ce journal n'a duré qu'environ un an), pour laquelle il a dessiné un grand nombre de dessins humoristiques.

## Biographie
Après des études d'art à Bilbao, Luis Garcia Gallo travaille dans le domaine de la publicité commerciale. Durant la guerre civile espagnole, il collabore au journal La Tierra et réalise des dessins politiques en faveur du camp des « républicains ». Il est notamment connu pour ses caricatures de Franco. Après la libération de la France, il décide de s'y exiler. Il travaille alors pour des revues comme Jours de France sous le nom de plume de Coq (traduction en français du mot espagnol Gallo). Il connaît le succès avec la série Mam'zelle Souris au début des années cinquante.
Il a notamment créé les comic strip Azor (aventures d'un chien teckel) et Nanette (péripéties de la vie d'une jeune femme) pour Jours de France, ainsi que la série Médor pour 24 Heures.
Il a également travaillé avec René Goscinny dans les années soixante sur plusieurs séries de bandes dessinées : La Fée Aveline, Yvette et Docteur Gaudéamus.

## Filmographie
- 1956 : Mam'zelle Souris de Paul Paviot
- 1993 : Coup de jeune de Xavier Gélin, le scénario est une adaptation de la bande dessinée Docteur Gaudéamus